# Vedums landsfiskalsdistrikt
Vedums landsfiskalsdistrikt var 1941-1951 ett landsfiskalsdistrikt i Skaraborgs län, bildat när Sveriges nya indelning i landsfiskalsdistrikt trädde i kraft den 1 oktober 1941, enligt kungörelsen den 28 juni 1941. Detta distrikt bildades av hela Laske landsfiskalsdistrikt och del av Barne landsfiskalsdistrikt som hade bildats den 1 januari 1918 när Sveriges första indelning i landsfiskalsdistrikt trädde i kraft. När Sveriges nya indelning i landsfiskalsdistrikt trädde i kraft den 1 januari 1952 (enligt kungörelsen 1 juni 1951) upplöstes distriktet och dess område delades mellan landsfiskalsdistrikten Grästorp (kommunerna Barne-Åsaka, Essunga, Fåglum, Kyrkås och Lekåsa som uppgått i storkommunen Essunga) och Vara (resten av distriktet).
Landsfiskalsdistriktet låg under länsstyrelsen i Skaraborgs län.

## Ingående områden
Kommunerna Barne-Åsaka, Eling, Essunga, Fåglum, Kyrkås och Lekåsa hade tidigare tillhört Barne landsfiskalsdistrikt och kommunerna Larv, Laske-Vedum, Längjum, Södra Lundby, Tråvad, Västerbitterna, Österbitterna hade tidigare tillhört Laske landsfiskalsdistrikt.

### Från 1 oktober 1941
Barne härad:
- Barne-Åsaka landskommun
- Elings landskommun
- Essunga landskommun
- Fåglums landskommun
- Kyrkås landskommun
- Lekåsa landskommun

Laske härad:
- Larvs landskommun
- Laske-Vedums landskommun
- Längjums landskommun
- Södra Lundby landskommun
- Tråvads landskommun
- Västerbitterna landskommun
- Österbitterna landskommun